# 圣叙利亚克
圣叙利亚克（法語：Saint-Suliac，法語發音：[sɛ̃ syljak]）是法国伊勒-维莱讷省的一个市镇，属于圣马洛区。

## 地理
圣叙利亚克（48°34'12"N, 1°58'21"W）面积5.46 平方千米，位于法国布列塔尼大區伊勒-维莱讷省，该省份为法国西北部沿海省份，位于布列塔尼半岛东部，北濒大西洋，西接阿摩尔滨海省和莫尔比昂省，南至大西洋卢瓦尔省，西南端接曼恩-卢瓦尔省，东临马耶讷省，东北与芒什省接壤。
与圣叙利亚克接壤的市镇（或旧市镇、城区）包括：圣茹昂德盖雷、拉维尔埃斯诺奈、圣佩尔马克昂普莱。

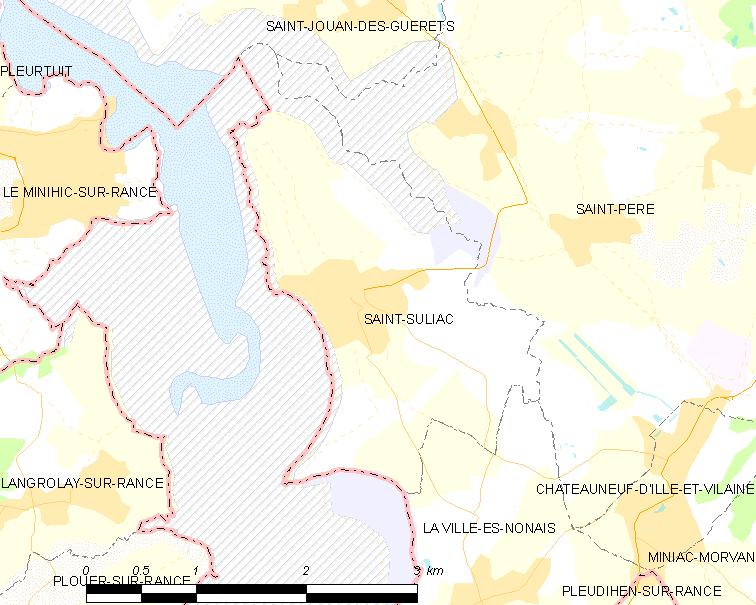
圣叙利亚克的OSM定位图

圣叙利亚克的时区为UTC+01:00、UTC+02:00（夏令时）。

## 行政
圣叙利亚克的邮政编码为35430，INSEE市镇编码为35314。

## 政治
圣叙利亚克所属的省级选区为布列塔尼地区多勒县。

## 人口

1962-2008年间圣叙利亚克人口变化图示

圣叙利亚克于2022年1月1日时的人口数量为977人。